# مخزن هیدروژن

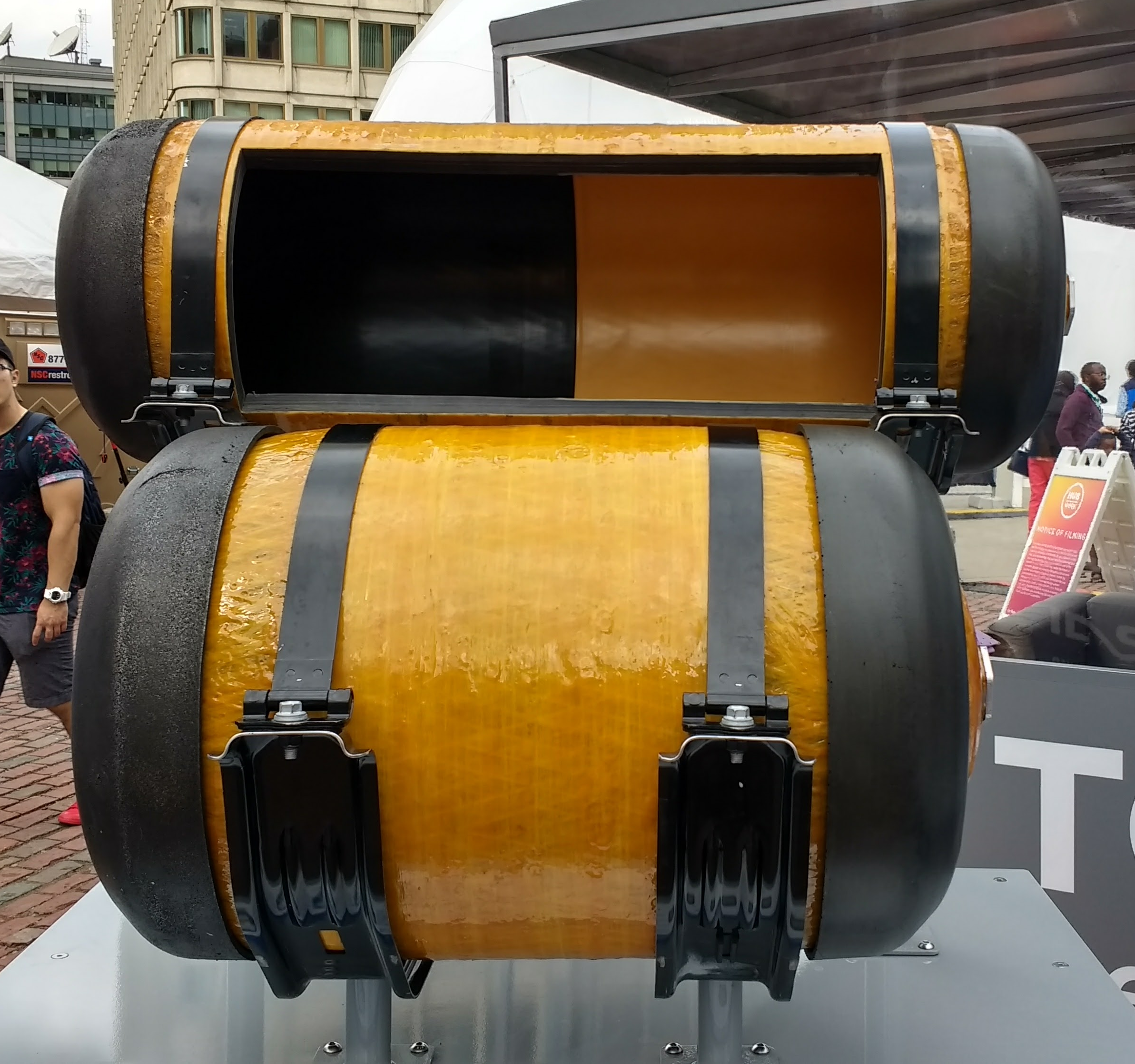
مخزن هیدروژن خودروی تویوتا میرای

مخزن هیدروژن (انگلیسی: Hydrogen tank) یا کارتریج هیدروژن، نوعی از مخزن است، که برای ذخیره‌سازی هیدروژن استفاده می‌شود. نخستین مخزن هیدروژن در صنعت خودروسازی، در سال ۲۰۰۱ با فشار ۷۰۰ بار (معادل ۱۰،000 psi) برای هیدروژن فشرده مورد استفاده قرار گرفت. اولین وسایل نقلیه ای که از مخزن هیدروژن استفاده کردند؛ مرسدس بنز اف-سل، تویوتا FCHV و جنرال موتورز هایدروجن۴ می‌باشند.